# Hringvegur

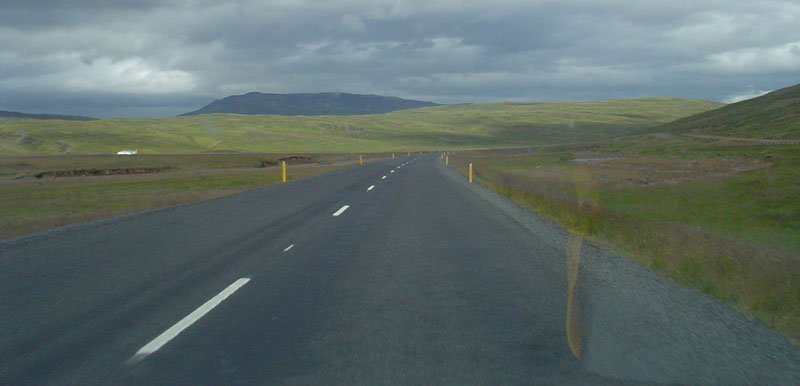
Az 1-es főút Izlandon

A Hringvegur, vagy más néven az 1-es főútvonal (izlandiul Þjóðvegur 1, vagy Hringvegur) Izland legnépesebb településeit összekötő út a sziget partvidékén. Az 1-es főút teljes hossza 1339 km. Az útvonal 1974-ben készült el Izland legrégebben alapított településének 1100. évfordulójára. Ekkor adták át az ország leghosszabb közúti hídját is, amely a Skeiðará folyón létesült. 

## Jellemzői
Az út majdnem a teljes hosszúságában irányonként egy-egy forgalmi sávval rendelkezik. Amikor azonban nagyobb településeket, városokat érint az útvonal, akkor a lakott területeken belül plusz forgalmi sávokkal bővül, hogy a nagyobb forgalmat is el tudja vezetni, akárcsak a Hvalfjörður-alagútnál. A legtöbb kis híd az útvonal mentén mindössze egysávos és többnyire fából vagy fémből készült. Az út majdnem teljes hosszán aszfaltburkolatú, ám a sziget keleti részein egyes helyeken csak kavicsburkolattal van ellátva. Az Izlandi Közútkezelő tartja fenn a főútvonalat. 
Annak ellenére, hogy burkolt útvonalról van szó, egyes helyeken a szűk forgalmi sávok, az 1940-es években kiépített szakaszokon pedig az éles hajtűkanyarok és a nem belátható bukkanók okozhatnak veszélyt. Telente a havas, jeges útviszonyok okoznak gyakran balesetveszélyt. Az útvonal nagyobb részén a megengedett legnagyobb forgalmi sebesség 90 km/h.

## Természetes veszélyek
Az 1-es főút keresztülvág a Skeiðarársandur gleccserek által alakított fennsíkján, amely az út vonalvezetését jelentősen megbonyolítja. Mivel a gleccserárak és a vulkáni tevékenység gyakran tönkreteszi a közúti hidakat a főútvonal mentén, ezért azokat gyakran kell újjáépíteni.

## Forgalom
A nagyobb városok esetében, mint ahogyan az Reykjavíkban is van, a napi autóforgalom akár 5-10 000 autó is lehet, míg a kisebb településeken a napi 100 autó is soknak mondható. Mivel a főútvonal nem húzódik távol a sziget főbb látnivalóitól, ezért elsősorban nyáron a turisták is bővítik a forgalom nagyságát. 

## Szakaszai
Az útvonal számos településen halad keresztül, ezért több szakaszra bontható. Az alábbi táblázat foglalja össze a szakaszokat és az általuk összekötött részek neveit. 
| Név                        | Elhelyezkedés                          |
| -------------------------- | -------------------------------------- |
| Vesturlandsvegur           | Kelet-Reykjavíktól Borgarnesig         |
| Borgarbraut                | Borgarnes                              |
| Hringvegur                 | Borgarnestől Észak-Akureyri            |
| Hörgárbraut                | Akureyri                               |
| Glerárgata                 | Akureyri                               |
| Drottningarbraut (partial) | Akureyri                               |
| Hringvegur                 | Dél-Akureyri-tól a höfn-i útelágazásig |
| Suðurlandsvegur            | Észak-Höfntől Helláig                  |
| Suðurlandsbraut            | Hellától Kelet-Selfossig               |
| Austurvegur                | Selfoss                                |
| Suðurlandsvegur            | Selfosstól Kelet-Reykjavíkig           |

## Városok az út mentén

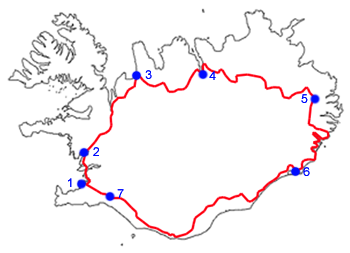
Városok a Hringvegur mellett
1. Reykjavík
2. Borgarnes
3. Blönduós
4. Akureyri
5. Egilsstaðir
6. Höfn
7. Selfoss

- Reykjavík
- Mosfellsbær
- Grundarhverfi
- Borgarnes
- Bifröst
- Brú
- Blönduós
- Akureyri
- Reykjahlíð
- Egilsstaðir
- Breiðdalsvík
- Djúpivogur
- Höfn
- Kirkjubæjarklaustur
- Vík í Mýrdal (Vík)
- Skógar
- Hvolsvöllur
- Hella
- Selfoss
- Hveragerði

## Megjelenése a popkultúrában
2016 nyarán, a nyári napforduló idején az ismert izlandi rockzenekar, a Sigúr Ros 24 óra alatt, az óramutató járásával ellentétes irányban végigjárta az 1-es utat. Induló és érkezési pontjuk Reykjavik volt. Az utazás alatt folyamatos tévéközvetítést adtak, valamint felvételt készítettek hagyományos és 360 fokos technikával. A felvételt zenei hátteréül az együttes Óveður című számának mesterséges intelligencia által folyamatosan változtatott, alakított változata szolgált. Az utazás felvételei megtalálhatóak az együttes Youtube csatornáján.

## Fordítás
Ez a szócikk részben vagy egészben  a   Route 1 (Iceland) című angol Wikipédia-szócikk ezen változatának fordításán alapul.  Az eredeti cikk szerkesztőit annak laptörténete sorolja fel. Ez a jelzés csupán a megfogalmazás eredetét és a szerzői jogokat jelzi, nem szolgál a cikkben szereplő információk forrásmegjelöléseként.